# Villez-sur-le-Neubourg
Villez-sur-le-Neubourg – miejscowość i gmina we Francji, w regionie Normandia, w departamencie Eure.
Według danych na rok 1990 gminę zamieszkiwało 216 osób, a gęstość zaludnienia wynosiła 45 osób/km² (wśród 1421 gmin Górnej Normandii Villez-sur-le-Neubourg plasuje się na 686. miejscu pod względem liczby ludności, natomiast pod względem powierzchni na miejscu 703.).